# ماهی آبنوس
ماهی آبنوس (نام علمی: Gasterosteidae) نام یک تیره از راسته خارماهی‌سانان است.